# Vidinge kontrakt
Vidinge kontrakt var ett kontrakt i Växjö stift inom Svenska kyrkan i Kronobergs län. Kontraktet upplöstes 2012 och de ingående församlingarna överfördes till Östra Värends kontrakt. 
Kontraktskoden var 0605.

## Administrativ historik
Kontraktet bildades 1995 enligt nedan
Från Kinnevalds och Norrvidinge kontrakt
- Gårdsby församling
- Söraby församling som 2006 uppgick i Söraby, Tolg och Tjureda församling
- Tolgs församling som 2006 uppgick i Söraby, Tolg och Tjureda församling
- Tjureda församling som 2006 uppgick i Söraby, Tolg och Tjureda församling

Från Uppvidinge kontrakt
- Åseda församling
- Nottebäcks församling
- Älghults församling
- Lenhovda församling
- Herråkra församling
- Sjösås församling
- Drevs församling som 2006 uppgick i Drev-Hornaryds församling som 2010 uppgick i Sjösås församling
- Hornaryds församling som 2006 uppgick i Drev-Hornaryds församling som 2010 uppgick i Sjösås församling
- Dädesjö församling